# James Florio
James Joseph Florio (New York, 29 agosto 1937 – Voorhees, 25 settembre 2022) è stato un politico statunitense, membro della Camera dei rappresentanti per lo Stato del New Jersey dal 1975 al 1990 e successivamente governatore del medesimo Stato dal 1990 al 1994.

## Biografia
Nato a Brooklyn in una famiglia italoamericana, Florio prestò servizio militare nella marina, dove raggiunse il grado di capitano di corvetta. Laureatosi in giurisprudenza alla Rutgers University, divenne avvocato ed esercitò nella città di Camden.
Entrato in politica con il Partito Democratico, tra il 1970 e il 1975 fu membro dell'Assemblea generale del New Jersey.
Nel 1974 si candidò alla Camera dei Rappresentanti e riuscì a sconfiggere il deputato repubblicano in carica John E. Hunt. Riconfermato dagli elettori per altri sette mandati, lasciò il seggio nel 1990 dopo essere stato eletto governatore del New Jersey. Negli anni precedenti Florio si era candidato alla carica in altre due occasioni, perdendo in entrambi i casi.
Nel 1993 chiese agli elettori un secondo mandato come governatore ma venne sconfitto di misura dall'avversaria repubblicana Christine Todd Whitman.
Nel 2000 si candidò al Senato per il seggio lasciato da Frank Lautenberg, ma risultò sconfitto nelle primarie democratiche da Jon Corzine, che riuscì poi ad essere eletto senatore.